# 史百克
史百克（英文：Theodore Austin-Sparks，直譯：西奧多·奧斯丁-斯帕克斯，1888年9月30日—1971年4月13日），英国基督教领袖，内里生命派的重要人物。
史百克生于英国伦敦，年幼时被送到苏格兰的亲戚家长大，17岁时在格拉斯哥街头热切的传福音所吸引。
1912年，24岁的史百克成为倫敦北部司托克紐英頓（Stoke Newington）公理會的牧師。1915年与佛蘿倫絲·羅蘭结婚。大约10年后，他转任伦敦东南部的贵橡浸信会牧师。1923年，史百克成为内里生命派的重要人物——宾路易师母（Mrs.Jessie Penn-Lewis）的年轻同工，担任她的出版和话语职事，“得勝者見證”（Overcomer Testimony）的国际秘书长。

## 贵橡
1926年12月，史百克宣布脱离浸信会，同时也离开宾路易师母，带领一批志同道合的信徒，在伦敦东南部的贵橡路（Honor Oak Road）租到一所房子，森林山（Forest Hill）House，开始聚会，取名贵橡基督徒交通中心，有不少基督徒来此，住在客人区（guest quarters）一段时间，有一些居住数年，参加圣经课程和教会服事。1931年，又加上一个位于苏格兰Clyde的Firth，克里奎根（Kilgreggan House）的规模较小的夏季特会中心。   
史百克及其同工还出版一份双月刊，《见证人与见证》A Witness and a Testimony，（从1923年直到1971年史百克去世），以及史百克著作或讲道记录。史百克的著作很多，其中至少3本被认为是基督教经典著作：基督的学校（The School of Christ，1941年）、耶穌基督那宇宙中一切的中心（The Centrality of Jesus Christ, 1936年）。和The House of God。贯穿史百克著作的是主耶稣基督的exaltation。
史百克曾在英国、美国、瑞士、台湾（1955、1957年）、菲律宾（1964年）等多处传道。许多信息用录音磁带和书籍的形式保存下来。
史百克于1971年去世，其妻佛蘿倫絲于1986年去世。

## 国际性影响
史百克在基督徒交通中心的工作产生了世界性的影响，训练了许多传教士和基督教教师，并且其他国家实行“新约教会模式”的一些著名基督徒领袖关系密切，例如中国的倪柝声，印度的巴辛（Bakht Singh），和美国里奇蒙的江守道。

史百克是一位对倪柝声影响很大的基督教领袖。1933年，倪柝声应弟兄会之邀，第一次访问伦敦期间，接触了史百克。史百克的著作及杂志开始被倪柝声介绍到中国，开始強調「基督是一切，在凡事上居首位」。1939年，倪柝声曾有一个时期在伦敦和史百克有很亲密的交通，视他为属灵的导师。兩人一同参加了開西大會。史百克与倪柝声相交颇深，但他不同意倪柝声严格的地方教会立场的观点。1950年代，李常受两次邀请他访问台湾（1955年、1957年），不久，台湾地方教会出现了分裂的局面。

1959年，徐尔建等青年同工退出。1962年，徐尔建到马尼拉教会事奉后，史百克派顧弟兄（Bro.C.R.Golsworthy）与其同工，并于1964年，应邀访问了马尼拉。

## 主要著作
- 《基督的学校》（The School of Christ，1941年）
- 《主耶穌基督的中心性和優越地位》（The Centrality and Supremacy of the Lord Jesus Christ The Centrality of Jesus Christ, 1936年）
- 《十字架的中心和宇宙性》（The Centrality and Universality of the Cross)
- 《基督是一切、又在一切之内》（Christ is all and in all)
- （The House of God）
- （We Beheld His Glory）
- 双月刊《见证人与见证》（Witness and Testimony）
- 《与基督同坐天上》
- 《儿子的名份》
- 《属天道路的先锋》
- 《在灵和真实里事奉神》
- 《上面来的呼召》
- 《在基督里》